# Pesmes

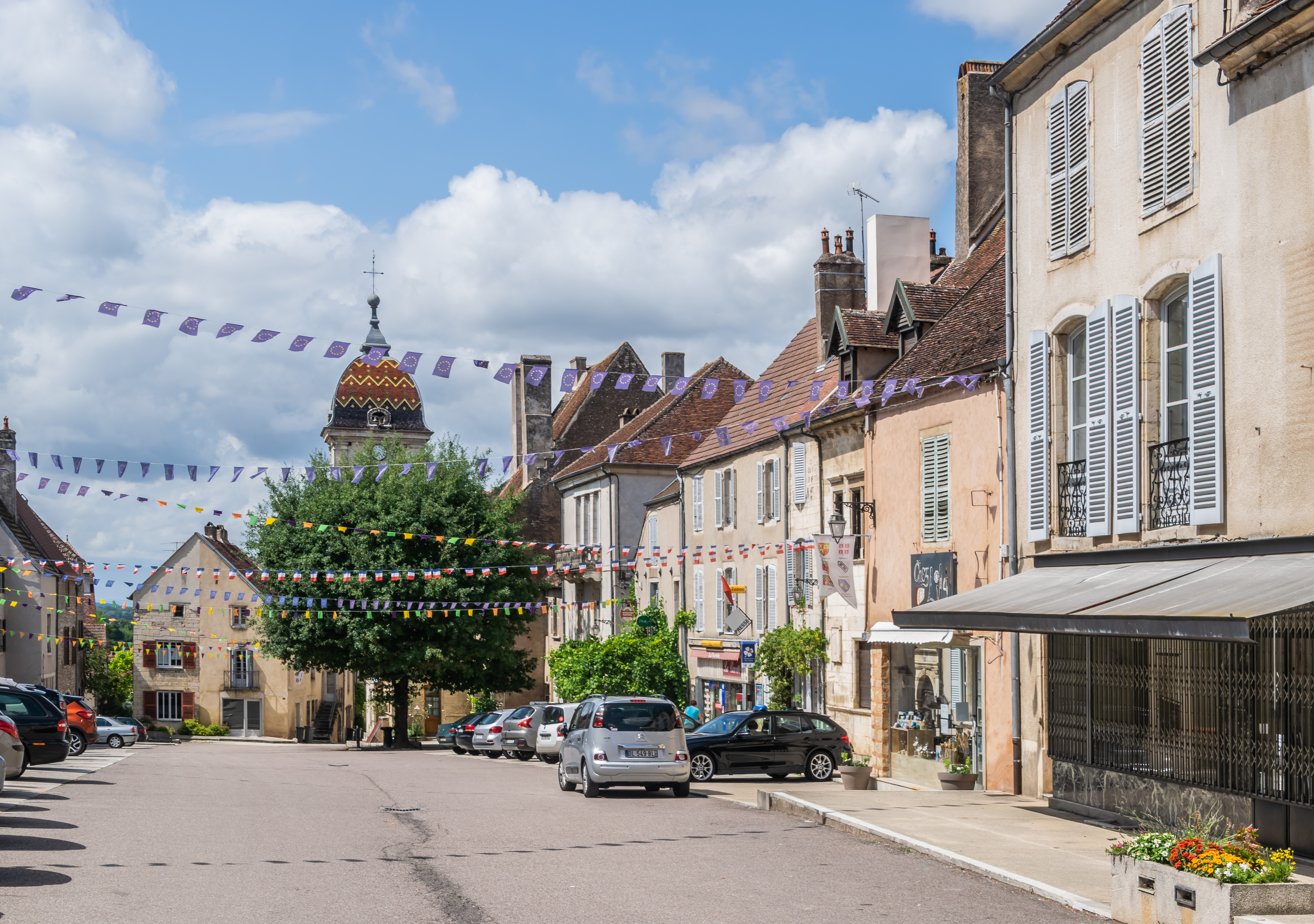
Grande Rue

Pesmes [pɛm] ist eine Gemeinde im französischen Département Haute-Saône in der Region Bourgogne-Franche-Comté. Sie gehört zum Kanton Marnay im Arrondissement Vesoul und war Verwaltungssitz des 2016 aufgelösten Gemeindeverbandes Communauté de communes du Val de Pesmes. Pesmes ist mit dem Label der schönsten Dörfer Frankreichs ausgezeichnet.

## Geographie
Pesmes liegt auf einer Höhe von 200 m über dem Meeresspiegel, etwa 38 Kilometer westlich der Stadt Besançon (Luftlinie). Die Gemeinde befindet sich im Mittelpunkt des Städtevierecks Besançon, Dole, Dijon und Gray. Das Städtchen erstreckt sich im äußersten Süden des Départements, leicht erhöht über dem nördlichen Ufer des Ognon, der hier aus der leicht gewellten Landschaft der Franche-Comté in die Saôneebene hinaustritt, nördlich des Höhenzugs des Massif de la Serre.
Die Fläche des 18,64 km² großen Gemeindegebiets umfasst einen Abschnitt des unteren Ognon-Tals. Die südliche Grenze verläuft meist entlang dem Ognon. Dieser fließt hier mit mehreren Windungen nach Nordwesten durch eine Alluvialebene, die eine Breite von ein bis drei Kilometern aufweist und durchschnittlich auf 190 m liegt. Sie wird überwiegend landwirtschaftlich genutzt. Der Fluss teilt sich mehrfach in verschiedene Arme auf und bildet Inseln, beispielsweise die Île de la Sauvageonne bei Pesmes. Auch südlich des Ognon gehören einige Abschnitte der Talebene zu Pesmes. Vom Flusslauf erstreckt sich das Gemeindeareal nordwärts über die Talebene in den Wald Les Chazeaux und nach Nordosten auf das angrenzende Plateau. Dieses ist aus tertiären Sedimenten aufgebaut und dehnt sich auf einer Höhe von 230 m aus. Hier überwiegt ebenfalls die landwirtschaftliche Nutzung. Mit 291 m wird auf dem Rücken des Bois du Gâtis an der östlichen Gemeindegrenze die höchste Erhebung von Pesmes erreicht. Mit einem schmalen Zipfel reicht der Gemeindeboden nach Norden in das ausgedehnte Forstgebiet des Gros Bois.
Nachbargemeinden von Pesmes sind Broye-Aubigney-Montseugny, Sauvigney-lès-Pesmes, Chevigney und Valay im Norden, La Résie-Saint-Martin, Chaumercenne und Bard-lès-Pesmes im Osten, Malans und Dammartin-Marpain im Süden sowie Mutigney im Westen.

## Geschichte

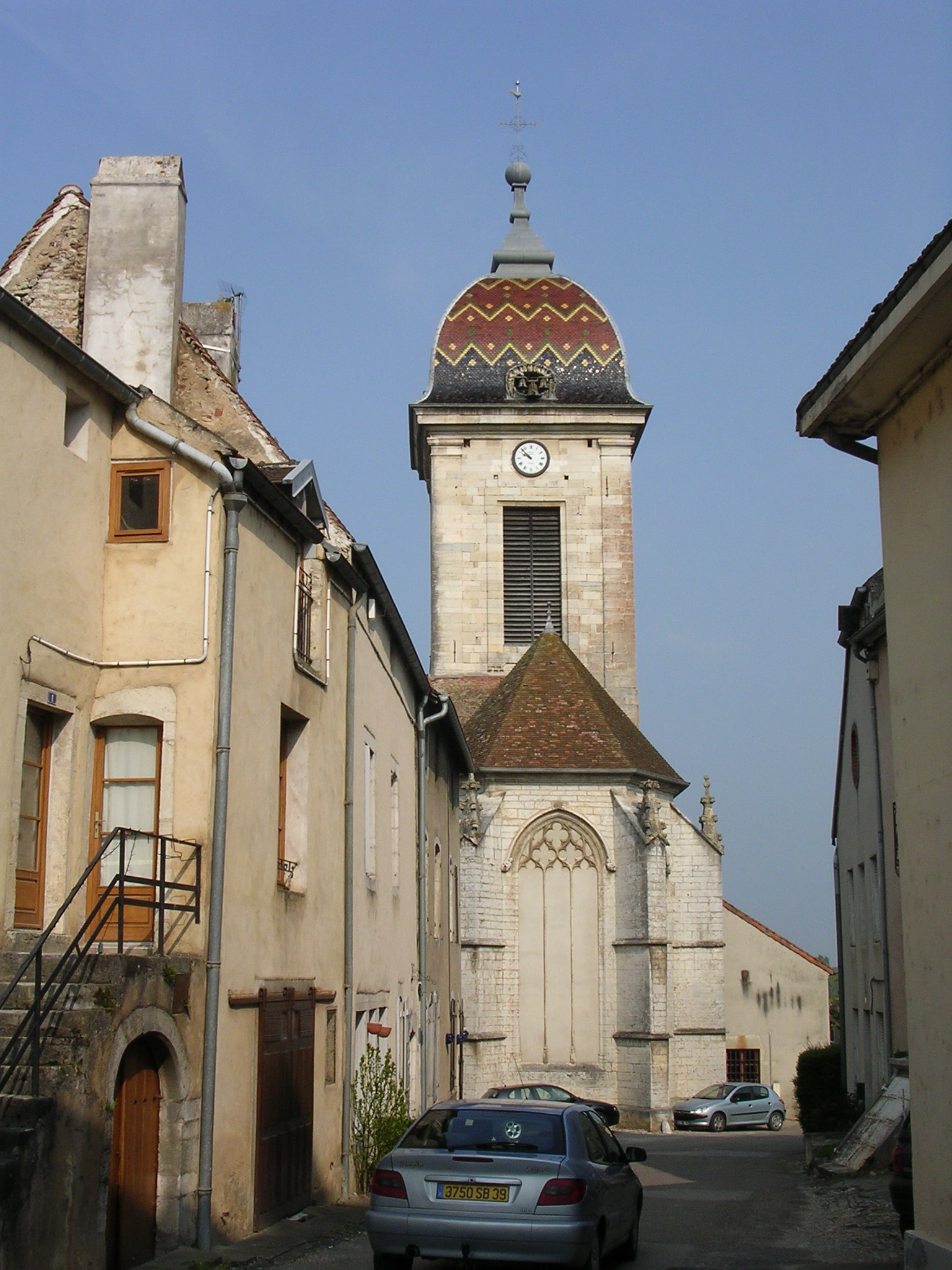
Kirche Saint-Hilaire

Zahlreiche Funde aus gallo-römischer Zeit (Keramik, Münzen, Mauerfundamente) weisen auf eine frühe Besiedlung des Gebietes um Pesmes hin. Der Ursprung der Ortschaft Pesmes liegt im Dunkeln. Im Mittelalter gehörte der Ort zur Freigrafschaft Burgund und darin zum Gebiet des Bailliage d’Amont. Seit dem 11. Jahrhundert ist die Existenz der Adelsfamilie de Pesmes belegt, die als Vasallen der Grafen von Burgund agierte. Pesmes entwickelte sich unter dieser Familie zu einem mittelalterlichen Städtchen mit Schloss und Befestigungswerken an einem wichtigen Übergang über den Ognon. Die männliche Linie der Adelsfamilie starb 1327 aus.
Während des Hundertjährigen Krieges wurde Pesmes mehrfach in Mitleidenschaft gezogen, so 1362 durch die Routiers, 1364 durch die Burgunder sowie 1409 durch die Engländer und erneut durch die Burgunder. Im Jahr 1477 wurde das Städtchen von Truppen des Hauses La Trémoille in Brand gesteckt. Die Herrschaft wurde anschließend vom französischen König Ludwig XI. konfisziert und an eine Familie von Chavannes übergeben. Durch einen Großbrand wurden 1621 rund 120 Häuser zerstört. Zusammen mit der Franche-Comté gelangte Pesmes mit dem Frieden von Nimwegen 1678 definitiv an Frankreich. Die Herrschaft Pesmes wurde 1754 zum Marquisat und 1787 kurz vor ihrem Ende im Rahmen der Französischen Revolution zum Herzogtum erhoben.

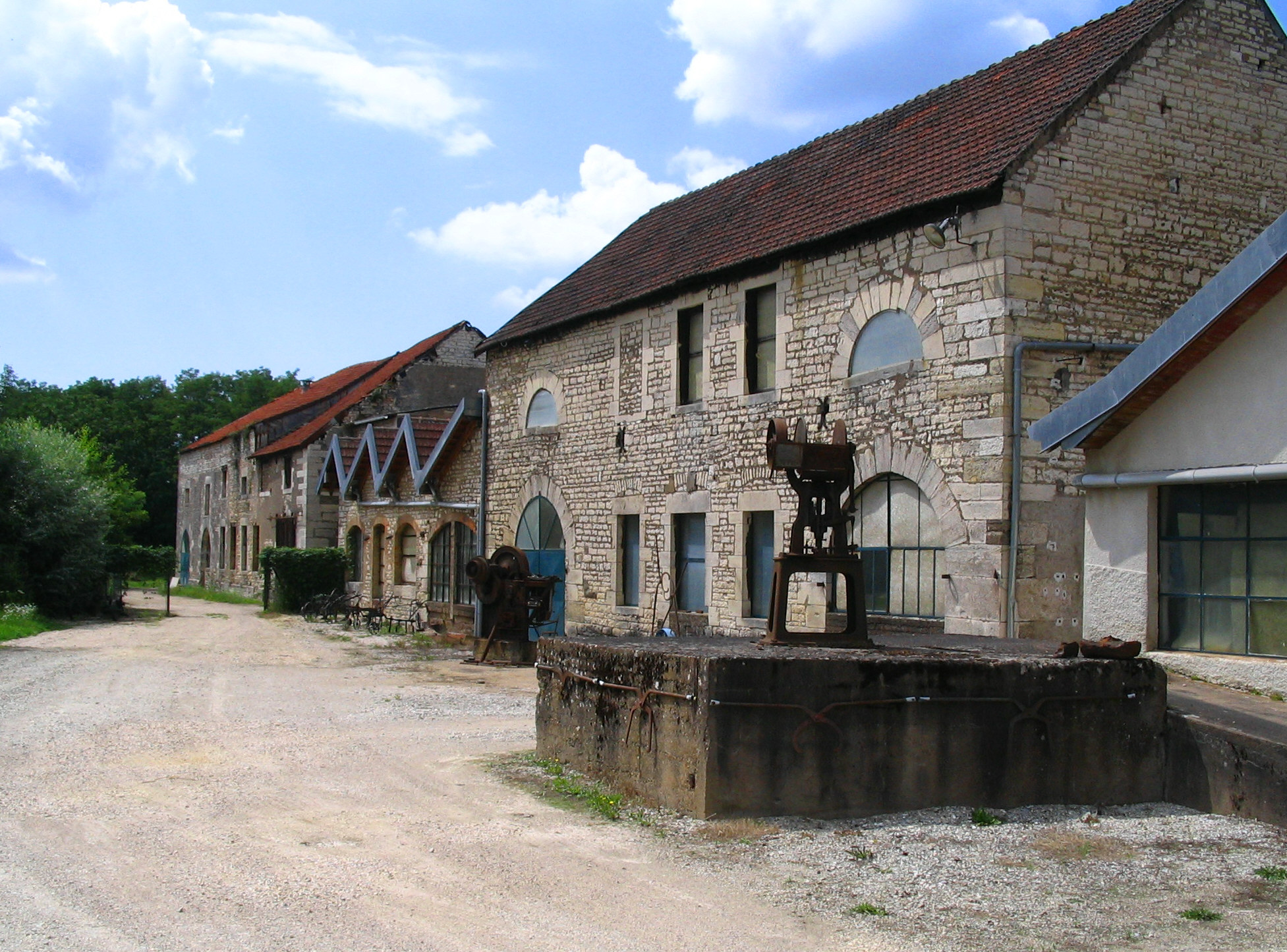
Forges de Pesmes

Im Jahr 1660 legte Claude de La Baume am Ognon unterhalb von Pesmes den Grundstein für die Eisenwerke (Forges de Pesmes), in denen hauptsächlich Waffen hergestellt wurden. Gegen Ende des 18. Jahrhunderts wurden die Werkstätten massiv vergrößert und zwei Hochöfen hinzugefügt. Die Energie für den Betrieb der Anlagen lieferte die Wasserkraft des Flusses, der hier mit einem Wehr aufgestaut wurde. Lange Zeit waren die Werke von großer wirtschaftlicher Bedeutung für die Region. Da Pesmes im 19. Jahrhundert keinen Anschluss an das französische Eisenbahnnetz erhielt, waren die Eisenwerke gegenüber der Konkurrenz im Nachteil. Die Hochöfen stellten ihren Betrieb 1875 ein. In der Folge spezialisierte sich das Werk auf die Produktion von Werkzeug, den Maschinenbau und die Herstellung von Autozubehörteilen. 1992 wurde die Produktion ganz eingestellt. Heute ist Pesmes Verwaltungssitz des 18 Ortschaften umfassenden Gemeindeverbandes Communauté de communes du Val de Pesmes.

## Sehenswürdigkeiten

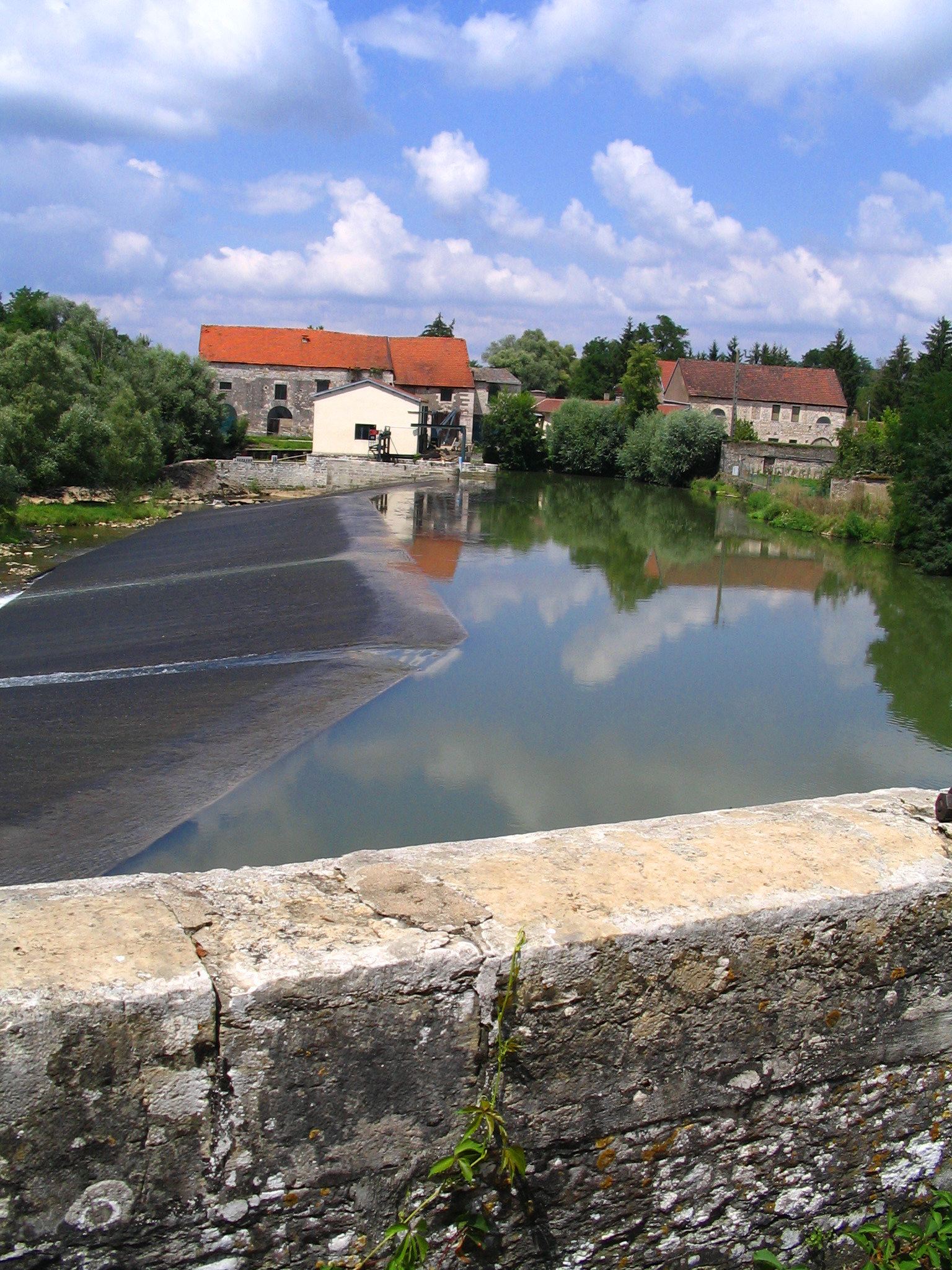
Forges de Pesmes

Pesmes hat das mittelalterliche Ortsbild eines Städtchens der Franche-Comté mit Kirche und Schloss sowie zahlreichen Bürgerhäusern aus dem 16. bis 18. Jahrhundert bis heute bewahrt. Die Kirche Saint-Hilaire stammt ursprünglich aus dem 12. Jahrhundert und wurde im frühen 17. Jahrhundert im spätgotischen Stil umgestaltet. Sie besitzt eine reiche Ausstattung: Einen Altar aus Alabaster in der Seitenkapelle (Chapelle d’Andelot, in Auftrag gegeben von Abt Pierre d’Andelot, 15. Jahrhundert), die mit Marmor im Stil der Renaissance verziert ist, eine Marmorstatue der Maria (15. Jahrhundert) von Jean de La Huerta, ein Triptychon (16. Jahrhundert) von Jacques Prévost, Mobiliar, Täfelungen und Statuen aus dem 16. bis 18. Jahrhundert, eine Kanzel (16. Jahrhundert) von Claude Le Rupt sowie zahlreiche Grabplatten. Auch die ehemalige Prioratskapelle ist erhalten. Auf dem Friedhof steht ein Steinkreuz aus dem 14. Jahrhundert; weitere steinerne Wegkreuze aus dieser Zeit finden sich im Städtchen.
Von den profanen Bauwerken ist in erster Linie das Schloss zu nennen. Es steht auf einem felsigen Vorsprung über dem Nordufer des Ognon. Seine Ursprünge gehen auf das 10. Jahrhundert zurück. Der heutige massive Bau stammt überwiegend aus dem 16. und 18. Jahrhundert. Im Städtchen befinden sich des Weiteren das Maison Royale (17./18. Jahrhundert), das Hôtel Châteaurouillaud (14. und 16. Jahrhundert) und das Maison Granvelle (16. Jahrhundert). Reste der mittelalterlichen Stadtbefestigung, darunter die Tore Saint-Hilaire und Loigerot sind ebenfalls erhalten.
Das Château des Forges aus dem späten 17. Jahrhundert diente dem Besitzer der Eisenwerke als Wohnsitz. Die Anlagen der Eisenwerke bilden ein Denkmal des Industriezeitalters. Sie sind im Besitz der Gemeinde Pesmes und beherbergen ein Museum.

## Bevölkerung
| Einwohner                  | 854 | 924 | 934 | 985 | 1006 | 1057 | 1113 |
| Quellen: Cassini und INSEE |     |     |     |     |      |      |      |

Mit 1082 Einwohnern (Stand 1. Januar 2022) gehört Pesmes zu den kleineren Gemeinden des Département Haute-Saône. Seinen Höchststand erreichte Pesmes bereits Mitte des 19. Jahrhunderts mit mehr als 1800 Einwohnern zur Blütezeit der Eisenwerke. Nachdem die Einwohnerzahl in der ersten Hälfte des 20. Jahrhunderts deutlich abgenommen hatte (1901 wurden noch 1311 Personen gezählt), wurde seit Beginn der 1960er Jahre wieder ein langsames aber kontinuierliches Bevölkerungswachstum verzeichnet.

## Persönlichkeiten
- Pierre Matthieu (1563–1621), Schriftsteller und Historiker
- Alfred Beyl (1886–1977), Radsportler

## Wirtschaft und Infrastruktur
Pesmes, das am Verkehrsweg von Dole nach Gray liegt, war schon früh ein durch Handel und Gewerbe und die Verarbeitung landwirtschaftlicher Erzeugnisse der Umgebung geprägtes Städtchen. Seit dem ausgehenden 17. Jahrhundert sorgten die Forges de Pesmes für einen wirtschaftlichen Aufschwung. Heute nimmt Pesmes zentralörtliche Funktionen für das nähere Umland wahr. Es gibt verschiedene Betriebe des Einzelhandels und Dienstleistungsbetriebe für den täglichen Bedarf. In den letzten Jahrzehnten entstanden am Ortsrand kleinere Gewerbe- und Industriezonen. Hier haben sich Unternehmen des Bau- und Transportgewerbes und der Feinmechanik niedergelassen. Pesmes ist Standort eines Collège und eines Wassersportzentrums.
Die Ortschaft ist verkehrstechnisch gut erschlossen. Sie liegt an der Departementsstraße D 475, die von Dole nach Gray führt. Eine Ortsumfahrung steht in der Planungsphase. Der nächste Anschluss an die Autobahn A 36 befindet sich in einer Entfernung von ungefähr 20 km. Weitere Straßenverbindungen bestehen mit Vesoul, Marnay, Pontailler-sur-Saône und Broye.
Am 29. Mai 1901 wurde durch die Chemins de Fer Vicinaux (CFV) von Gray kommend eine meterspurige Schmalspurbahn eröffnet, an der Pesmes einen Bahnhof erhielt. Deren südliche Verlängerung nach Dole wurde am 5. Dezember jenes Jahres in Betrieb genommen. Der Abschnitt Pesmes–Dole wurde am 31. Dezember 1933, der in Richtung Gray am 31. Januar 1983 stillgelegt. An die Bahn erinnern die Rue de la Gare und im Flussbett verbliebene Reste von Pfeilern der Brücke über den Ognon.